# Ammophila obscura
Ammophila obscura là một loài côn trùng cánh màng trong họ Sphecidae, thuộc chi Ammophila. Loài này được Bischoff miêu tả khoa học đầu tiên năm 1912.